# David Gold
David Gold (Stepney, West Ham, 9 de septiembre de 1936-4 de enero de 2023) fue un empresario británico. Fue presidente del Birmingham City Football Club hasta 2009. Desde 2010 hasta su muerte en 2023, fue presidente conjunto del West Ham United.

## Primeros años
Gold nació en Stepney y se crio en East London en la 442 Green Street, cerca del Boleyn Ground de West Ham. Jugó fútbol en el equipo juvenil del West Ham y le ofrecieron formularios para fichar como aprendiz profesional para el primer equipo, que su padre se negó a contrafirmar. Su padre, Godfrey, era un criminal del East End, conocido localmente como 'Goldy', que pasó un tiempo en prisión durante los primeros años de Gold. Su padre era judío, mientras que su madre era cristiana.

## Carrera de negocios
Gold era propietario de Gold Group International (GGI), la empresa matriz del minorista Ann Summers y la cadena de lencería Knickerbox. GGI era propiedad conjunta de Gold y su hermano Ralph, hasta que compró la participación de Ralph en 2008.
Gold fue copropietario (con su hermano Ralph) de la compañía de revistas para adultos Gold Star Publications (GSP), que incluye negocios de impresión y distribución, y una serie de títulos que incluyen revistas pornográficas Rustler y Raider. Él y su hermano vendieron sus intereses en noviembre de 2006. En 2007, los hermanos también vendieron su participación en Sport Newspapers, luego de la caída de las ventas y las ganancias.
Gold era propietario del servicio aéreo corporativo Gold Air International hasta que lo vendió en 2006 por £4,4 millones a Air Partner.

## Clubes de fútbol
Gold fue presidente del Birmingham City. En 2007, se creía que los hermanos Gold estaban en proceso de vender su participación en el Birmingham City lo que siguió al regreso del Birmingham del descenso y ganancias inferiores a las esperadas. Después de que el club fuera relegado una vez más al Campeonato en mayo de 2008, se citó a Gold diciendo que estaba considerando dejar el cargo de jefe conjunto de la junta directiva de Birmingham City. Vendió sus acciones del equipo en 2009.
En mayo de 2005, Gold compró el segundo trofeo de la Copa FA en una subasta por 488.620 libras esterlinas, diciendo que quería evitar que fuera comprado por compradores extranjeros.
En enero de 2010, Gold y David Sullivan adquirieron una participación del 50 por ciento del West Ham United, lo que les otorgó el control operativo y comercial general del club. Fueron nombrados presidentes conjuntos. Aumentaron su participación en el club al 30% cada uno en mayo de 2010 a un costo de £ 8 millones. Su etapa como presidente del West Ham había sido notoria por varios incidentes. En agosto de 2010, su automóvil Rolls-Royce Phantom fue atacado por fanáticos de Aston Villa afuera de un pub cerca de Villa Park después de la derrota de West Ham por 3-0. El automóvil sufrió daños por valor de £ 8,500. Describió el incidente como "la experiencia más aterradora de su vida futbolística". En noviembre de 2010, Gold criticó a los nuevos propietarios del Birmingham City por incumplir su promesa de mantenerlo como presidente tras la venta del club. El Birmingham City y su presidente interino, Peter Pannu, respondieron prohibiendo a Gold de su campo St Andrew's para el partido del Birmingham City contra el West Ham el 6 de noviembre. Gold luego emitió una disculpa personal a Pannu en el sitio web del West Ham.
Después de que la campaña contra el aumento de la deuda de Manchester United y Portsmouth por parte de Malcolm Glazer entrara en administración en 2010, Gold había abogado por regular las deudas de los clubes de fútbol. Sintió que es "hacer trampa" para que un equipo asumiera deudas que nunca podrían pagar sin ayuda externa y que "teme por la liga".

## Vida personal y muerte
En 1957, Gold se casó con Beryl Hunt. Se divorciaron en 1972 después de que Gold la encontrara engañándolo con su mejor amigo en la piscina, el mismo día que descubrió a su padre robando sus acciones. Hunt murió en 2003. Tuvieron dos hijos:
- Jacqueline Gold (n. 1960) es directora ejecutiva de Ann Summers y Knickerbox Ltd[23][24]
- Vanessa Gold (n. 1966) es directora general de Ann Summers y Knickerbox Ltd.[25]

En 2005, Gold escribió su autobiografía Pure Gold con el coguionista Bob Harris. Esta se centra en la pobreza de su infancia, su ascenso en los negocios y su participación en la ciudad de Birmingham.
En mayo de 2012, vivía con su prometida Lesley Manning en Caterham, Surrey.
Tras la mudanza del West Ham del Boleyn Ground al London Stadium en 2016, Gold fue objeto de protestas de grupos de seguidores del West Ham que no estaban contentos con la mudanza y acusaron a Gold de haber tomado dinero del club y de ser un "mentiroso".
Según la lista de ricos del Sunday Times en 2020, Gold y su familia tenían un valor de 460 millones de libras esterlinas.
Gold murió la mañana del 4 de enero de 2023, a la edad de 86 años.